# رابطه تقریباً کامل (فیلم)
رابطه تقریباً کامل (انگلیسی: An Almost Perfect Affair) فیلمی در ژانر کمدی رمانتیک به کارگردانی مایکل ریچی است که در سال ۱۹۷۹ منتشر شد. از بازیگران آن می‌توان به کیت کارادین و مونیکا ویتی اشاره کرد.